# Lise Lindstrom
Lise Lindstrom (Alameda, Califòrnia) és una soprano d'òpera americana. És coneguda pel paper principal de Turandot i també molt reconeguda en el repertori dramàtic de Richard Strauss i Richard Wagner.

## Primers anys de vida
L'avi de Lindstrom va ser un immigrant noruec de Stavanger. Es va traslladar a Sonora, Califòrnia, on va ser criada, quan tenia 5 anys. Després de graduar-se a la Sonora High School el 1983, va ingressar a la Universitat Estatal de San Francisco, on es va graduar en la llicenciatura en arts. Durant el temps, va prendre lliçons addicionals de veu amb Blanche Thebom i va cantar el seu primer paper a l'escenari, Donna Anna a Don Giovanni amb l'Òpera de Berkeley al costat del seu pare com a Commendatore. Lindstrom va continuar els estudis musicals al Conservatori de Música de San Francisco i va obtenir la llicenciatura el 1995. Després de graduar-se es va traslladar a Nova York, aconseguint guanyar-se la vida prenent treballs temporals mentre feia audicions per a les agències d'artistes, que van tenir poc èxit.

## Carrera
El 2003 Lindstrom va llançar finalment la seva carrera quan va ser contactada per Jerome Shannon, aleshores director general de la Mobile Opera, per interpretar el paper de Turandot.
Va tenir protagonisme quan va substituir Maria Guleghina com a Turandot el novembre de 2009, fent-la debutar a la Metropolitan Opera.
Va interpretar la princesa de gel en una escena de la pel·lícula Mission impossible: Rogue Nation (2015).
Lindstrom va debutar en el paper principal de la producció 2015 d'August Everding de l'Electra de Richard Strauss a l'Òpera estatal d'Hamburg amb la direcció d'orquestra de Simone Young. Al mateix teatre, va debutar el 2017 com a Die Färberin a Die Frau ohne Schatten de Strauss sota la batuta de Kent Nagano. El 2016 va debutar com a Brünnhilde a l'Òpera d'Austràliaamb la producció de Der Ring des Nibelungen. El 2017, va debutar al Theater an der Wien com a Marie a Wozzeck.
El 2019, va debutar al Gran Teatre del Liceu amb un dels seus rols més emblemàtics, el de la princesa Turandot.